# Тибор Секељ
Тибор Секељ (мађ. Székely Tibor; Спишка Собота, 14. фебруар 1912 — Суботица, 20. септембар 1988) био је светски путник, географ, новинар, музеолог, полиглот, писац и истраживач јеврејског порекла.
Био је светски познати есперантиста.

## Животопис
Тибор Секељ је рођен 1912. у Спишкој Соботи (Spišská Sobota) код Попрада, тада у Аустроугарској, а умро у Суботици 1988. године.
Овај светски путник је игром судбине, детињство провео у Војводини. Отац му је био ветеринар, и пошто је то био тражен посао породица је често мењала пребивалиште. Тако најпре стижу у Ченеј (Банат), где остају до Тиборове десете године. Основну школу завршава у Кикинди, у коју долазе 1922. године. Иако му је мађарски језик био матерњи, још као мали научио је и немачки, као језик средине који се у Војводини тада много користио.
Убрзо његов отац добија посао у Никшићу, где се Тибор уписује у никшићку гимназију. Овде 1928. године оснива први извиђачки стег у Црној Гори, и због тога се сматра једним од оснивача црногорског скаутизма. Данас у Никшићу и даље ради извиђачки одред који је наследник Тиборовог стега, име му је Одред извиђача „Драган Церовић Гиго“.

## Светски путник
За живота посетио је 74 земље света, на свих 5 континената. Пропутовао је широм Јужне Америке, Азије и Африке, а нарочито је волео да путује на непозната и опасна места као што су прашуме Африке и Амазоније и да посећује најмање позната домородачка племена на свету. Ту се бавио етнологијом и покупио огромну збирку изворних племенских предмета, које данас чувају музеји у Загребу, Суботици и Сенти.
За разлику од других познатих светских пустолова као што је, на пример, Жељко Малнар из Загреба, успео је да никада не добије маларију. Своја огромна искуства са путовања није умео да претвори у високо тиражне књиге а тиме и приходе, тако да је целог живота био скромних материјалних могућности. При крају живота био је Управник музеја у Суботици.

## Полиглот
Био је надарени мултилингвиста. Осим што је говорио мађарски и српскохрватски као матерње језике, а владао и немачким, одлично је баратао шпанским, енглеским, француским и есперантом. Био је члан Академије за есперанто и почасни члан Светског есперантског савеза. Нека од својих дела је писао изворно на есперанту. Нека друга изворно на шпанском.
Имао је посебну методу учења страног језика — сваки дан по 10 речи. После 40 дана би знао 400 речи и сматрао је да је то сасвим довољно за споразумевање. На тај начин служио се са укупно 44 језика. Говорио је и многе егзотичне, индијанске језике, које је касније делом заборављао. Ипак, у било ком делу света се нашао, успевао је да се споразумева.

## Стрипска сценаристика
Био је сценариста стрипова, између осталог и чувеном уметнику Александру Хецлу, на делима „Кумеуауа — син прашуме“ 1960 — 1961. за лист Пионири (Београд) и у „У земљи Индијанаца“ 1962. за лист Плави вјесник (Загреб).
Друга двојица угледних стрипара, сценариста Норберт Нојгебауер и цртач Јулио Радиловић Јулес, урадили су по Секељевој књизи стрип „Истраживач Тибор Секељ прича: Кроз зелени пакао Мато Гроса“ за лист Плави вјесник (бр. 558-575, Загреб, 1965).